# Stanisław Renz

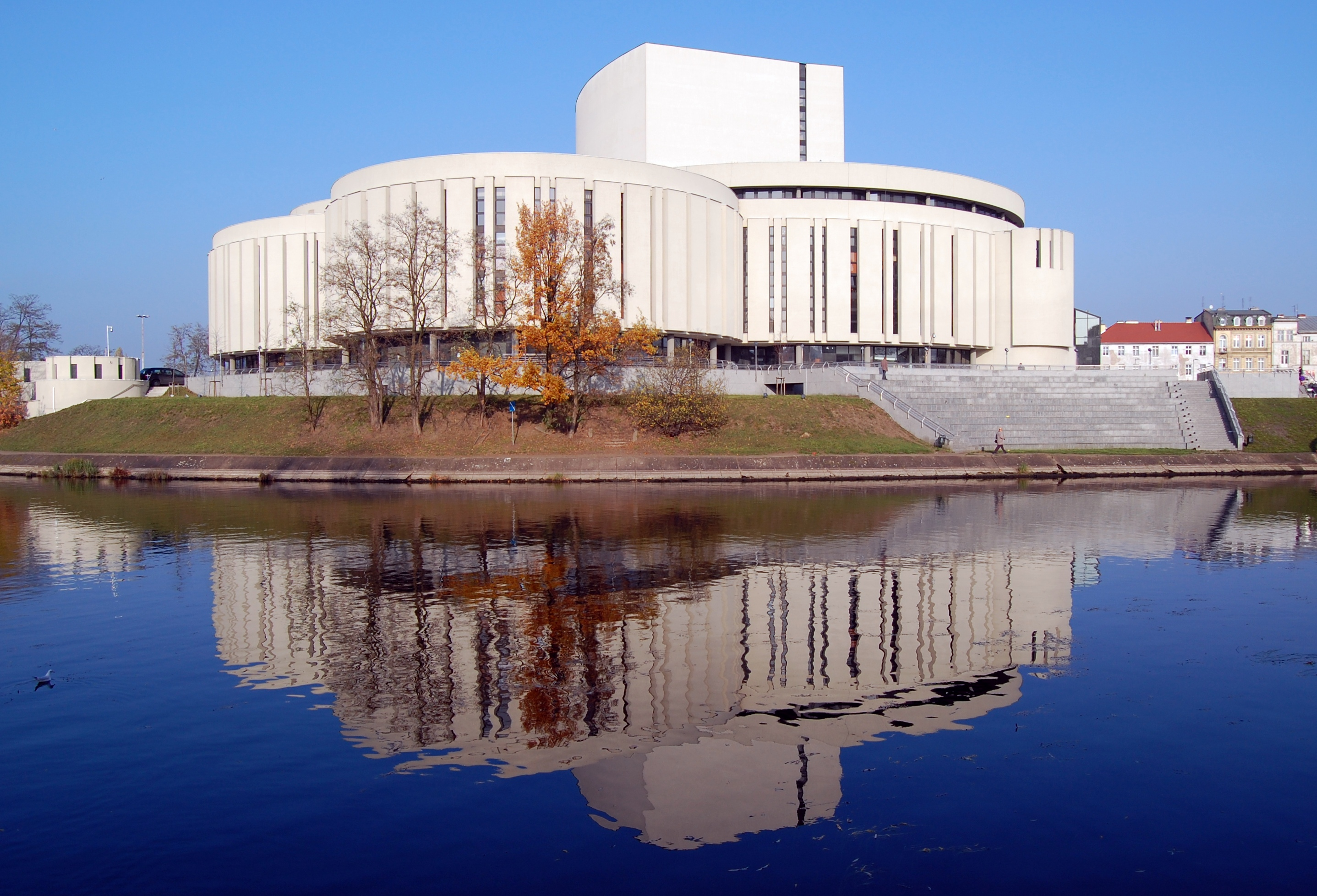
Budynek Opery Nova w Bydgoszczy

Stanisław Renz (ur. 24 grudnia 1921 w Bydgoszczy, zm. 9 lutego 1993 tamże) – dyrygent, kompozytor, pianista i muzykolog, kierownik muzyczny i dyrektor scen poznańskich, dyrektor naczelny i kierownik artystyczny Operetki Poznańskiej oraz Opery i Operetki w Bydgoszczy.

## Życiorys
Urodził się jako syn Stanisława - kapelmistrza orkiestry 7 pułku strzelców konnych w Poznaniu. W 1939 był już na ostatnim roku w klasie fortepianu u prof. Zygmunta Lisieckiego w Państwowym  Konserwatorium Muzycznym w Poznaniu. Podczas II wojny światowej był cywilnym jeńcem wermachtu w obozach w Prusach Wschodnich, później więźniem w hitlerowskim obozie koncentracyjnym w Działdowie, a następnie został wysłany do Karlsruhe na przymusowe roboty. Po wojnie wrócił do rodzinnego Poznania, gdzie podjął intensywne studia muzyczne. Ukończył dyrygenturę pod kierunkiem Waleriana Bierdiajewa, kompozycję u Stefana Poradowskiego i klasę fortepianu w Państwowej Wyższej Szkole Muzycznej w Poznaniu oraz muzykologię u Adolfa Chybińskiego na Uniwersytecie Adama Mickiewicza w Poznaniu. Z miastem tym związany był do roku 1972. Uczył w Państwowej Szkole Muzycznej, sprawował kierownictwo muzyczne Teatru Dramatycznego, związany był jako redaktor z Rozgłośnią Poznańską Polskiego Radia i jako dyrygent z Artosem, Teatrem Komedii Muzycznej (1952-1955) oraz Operą im. S. Moniuszki (1953-1957) jako dyrygent i asystent Bierdiajewa. W czasie dyrekcji Waleriana Bierdiajewa, Stanisław Renz dyrygował operami: „Faust” Ch. Gounoda, „Straszny Dwór”, „Hrabina” (z Barbarą Kostrzewską w roli głównej) S. Moniuszki, „Carmen” G. Bizeta (z Antoniną Kawecką), „Kniaź Igor” A. Borodina, a za dyrekcji  Z. Górzyńskiego: „ Borys Godunow” M. Musorgskiego, „Turandot” G. Pucciniego, „Lakme” Leo Delibes.
Gdy powstała Operetka Poznańska, został jej pierwszym dyrygentem, a potem kierownikiem artystycznym i dyrektorem. W tym czasie współpracował też m.in. ze scenami muzycznymi w Szczecinie, Gdyni i Lublinie. Wzbogacał także swój dorobek twórczy. Poza suitami baletowymi, utworami na trąbkę i pieśniami, skomponował trzy musicale, grane na wielu krajowych scenach. Zyskał renomę czołowego twórcy tego muzyczno-teatralnego gatunku.
W 1973 r. jako ceniony już muzyk i dyrygent operowy został zaangażowany w Operze i Operetce w Bydgoszczy, w mieście w którym się urodził jako dyrygent i kierownik artystyczny. Jednym z powierzonych mu zadań było przygotowanie i zaangażowanie odpowiedniej obsady i repertuaru w celu wprowadzenia do nowego i nowoczesnego gmachu, budującej się opery. Budowa opery jednakże przedłużała się znacznie. W październiku 1977 r. objął stanowisko dyrektora naczelnego tej instytucji. Wprowadził do repertuaru opery łatwiejsze w odbiorze jak np. „Sprzedaną narzeczoną” B. Smetany, czy „Pajace” R. Leoncavallo.
Za jego dyrektorskich rządów wystawiano wiele premier o rozległym spectrum gatunkowym: od „Kniazia Igora” po „Skrzydlatego kochanka”, od „Holendra tułacza” po „Najpiękniejszą”, od „Anny Kareniny” po „Dziękuję ci, Ewo!”.  Także uznane i wielkoobsadowe opery „Straszny Dwór” i „Halka” S. Moniuszki, „Trubadur” G. Verdiego, „Holender Tułacz” R. Wagnera, „Niziny” D. F. Auber, „Cyrulik Sewilski” G. Rossiniego, „Poławiacz Pereł” G. Bizeta, „Manon” J. Masseneta i wiele innych. Rosły wskaźniki frekwencyjne i podnosiły się głosy niepokoju krytyków muzycznych, że opera klasyczna wypierana jest przez preferowaną przez niego komedię muzyczną. Jego przeciwnicy zarzucali mu sprzeniewierzenie idei programowej Studia Operowego oraz przechył w kierunku operetki i musicalu kosztem środowiska stricte operowego.
Wylew krwi do mózgu zniweczył dalszą karierę artystyczną Stanisława Renza. 12 maja 1979 r. zrezygnował z funkcji dyrektora Opery i Operetki w Bydgoszczy. W 1981 r. podczas świętowania 35-lecia pracy artystycznej został uhonorowany przez prezydenta miasta z zaangażowanie w rozwój kultury bydgoskiej. Po długiej i ciężkiej chorobie zmarł 9 lutego 1993 roku w Bydgoszczy.

## Pełnione funkcje społeczne
- Wiceprzewodniczący i przewodniczący Komisji Stypendialnej w Ministerstwie Kultury i Sztuki,
- Członek Komisji Ocen Librett i Przekładów w Ministerstwie Kultury i Sztuki,
- Członek Komisji Stypendialnej w Ministerstwa Kultury i Sztuki,
- Przewodniczący Komisji Kwalifikacyjnej dla muzyków orkiestr rozrywkowych przy Zarządzie Okręgowego Związku Zawodowego Pracowników Kultury i Sztuki w Poznaniu,
- Zasłużony dla Kultury Polskiej działacz ZAiKS, ZAKR, ZASP.

## Odznaczenia
- Złoty Krzyż Zasługi
- Krzyż Kawalerski Orderu Odrodzenia Polski.

## Twórczość
Stanisław Renz był dyrygentem wszechstronnym. Wspaniale czuł muzykę poważną, operową i operetkową, musicalową, jazzową. Jako kompozytor wielką wagę przywiązywał do formy i kształtu każdego z utworów scenicznych. Proporcjonalne rozłożenie ilości partii wokalnych solowych, ansambli, chóru, partii instrumentalnych i wokalno-instrumentalnych zawierających również akompaniament do scen baletowych i rewiowych jest w nich doskonale wyważone. Dodatkowo piękne, melodyjne, wokalne partie solowe opracowane z kunsztem kompozytorskim i literackim stawiane w kontraście z różnorodnymi rytmami tanecznymi i jazzowymi charakteryzującymi się trudnymi podziałami metrycznymi sprawiały, że musicale były bardzo chętnie kreowane przez wszystkich wykonawców w równym stopniu. Soliści śpiewacy, chór, aktorzy, tancerze, instrumentaliści wykonywali swoje partie z pełną satysfakcją i wielkim zaangażowaniem. Przed każdym z nich postawione były wysokie wymagania poprzez interesującą, ale i trudną stylistycznie ambitną muzykę. W musicalach występują niemal wszystkie style muzyczne: begiune, swing, blues, blues boogie, rock, twist, cha-cha, be-bob, boston, heavy blues, tango, polka, la conga, walc angielski, wiedeński, samba, salsa, bossa-nova, marsz, a także tańce polskie, takie jak oberek, kujawiak, mazur, krakowiak, etc. Każdy z tych rytmów i gatunków, mimo że doskonale oddany aranżacyjnie przez kompozytora wymaga osiągnięcia stylowego wykonania, tzw. feeling’u, co stanowiło i sprawia nie lada wyzwanie dydaktyczne.

## Kompozycje
- Musical "Dziękuję ci Ewo",
- Musical "Eksportowa Żona",
- Musical "Skrzydlaty kochanek",
- Baletowa Suita Jazzowa nr 1,
- Baletowa Suita Jazzowa nr 2,
- Baletowa Suita Jazzowa nr 3,
- Suita Baletowa „Rokoko”,
- Suita Baletowa „Cyrk”,
- Suita Baletowa „In an Indian Camp”,
- Suita Baletowa „Luksemburg”,

Pieśni: m.in. „Snow Falkes”, „O poranku”, Piosenki m.in. „Murarska Piosenka Poznania” sł. St. Kubiak, „Najmilsza” sł. J. Chodacki, ”Gołębie z Marcinkowskiego” sł. J. Mikołajczak, „W moim mieście” sł. Józef Ratajczak i inne.
Stanisław Renz pozostawił niedokończoną operę „Łuk Triumfalny” (libretto oparte na powieści F. M. Remarqea).